# 구마모토 종합 차량소
구마모토 종합 차량소(일본어: 熊本総合車両所  구마모토소고샤료쇼[*])는 구마모토현 구마모토시에 있는 신칸센 차량 사업소이다. 일본 고속철도 큐슈 신칸센을 운행하는 신칸센 N700계 전동차 7000, 8000번대, 신칸센 800계 전동차의 정비 및 관리를 담당한다.

## 업무
- 신칸센 N700계 전동차, 신칸센 800계 전동차 중정비 및 관리